# MDNA Tour
De MDNA World Tour was de negende concerttournee van de Amerikaanse artiest Madonna. De tournee startte op 31 mei 2012, ter promotie van haar twaalfde studioalbum MDNA. De tournee doet Europa, het Midden-Oosten, Noord-Amerika en Zuid-Amerika aan. De tour is de tweede tournee onder haar 360 deal-langetermijncontract met Live Nation.

## Achtergrond
De eerste repetities begonnen in februari 2012 in New York. De repetities op een echt podium begonnen op 1 mei 2012 in het Nassau Veterans Memorial Coliseum. De driehoek-vormige catwalk bestaat uit twee loopbruggen en een afgesloten ruimte waardoor fans dicht bij het podium staan. Dit zodat Madonna tussen de menigte kan bewegen. Er is ook een groot driedelige videoscherm dat de initiatiefnemers het grootste in de wereld genoemd hebben.
De tournee werd officieel aangekondigd door Billboard op 7 februari 2012.
De tournee startte op 31 mei 2012 in Tel Aviv. Aanvankelijk was de start gepland op 29 mei 2012 maar door productie vertraging werd de première twee dagen uitgesteld.
Op 7 en 8 juli trad  Madonna tweemaal op in het Ziggo Dome in Amsterdam.

## Voorprogramma
- Martin Solveig
- Paul Oakenfold
- Benny Benassi
- Avicii
- LMFAO

## Setlist
1. "Religious Chants/Virgin Mary" (Kalakan Intro, bevat elementen van "Psalm 91" en "Birjina gaztetto bat zegoen")
2. "Girl Gone Wild" (bevat elementen van "Material Girl" en "Give It 2 Me")
3. "Revolver"
4. "Gang Bang"
5. "Papa Don't Preach"
6. "Hung Up" (bevat elementen van "Girl Gone Wild")
7. "I Don't Give A" (backdrop met Nicki Minaj)
8. "Best Friend/Heartbeat" (Video Interlude)
9. "Express Yourself" (bevat elementen van "Born This Way" en "She's Not Me")
10. "Give Me All Your Luvin'" (Just Blaze Remix)
11. "Turning Up The Hits" (Video Interlude, bevat elementen van "Holiday", "Into The Groove", "Lucky Star", "Like A Virgin", "4 Minutes", "Ray Of Light" en "Music")
12. "Turn Up The Radio"
13. "Open Your Heart"
14. "Sagarra jo !"
15. "Holiday" (toegevoegd vanaf 8 september)
16. "Masterpiece"
17. "Justify My love" (Video Interlude)
18. "Vogue"
19. "Candy Shop" (bevat elementen van "Ashamed Of Myself" en "Erotica")
20. "Human Nature"
21. "Like A Virgin"
22. "Love Spent" (toegevoegd vanaf 20 september)
23. "Nobody Knows Me" (Video Interlude)
24. "I'm Addicted"
25. "I'm A Sinner" (bevat elementen van "Cyber-Raga" en "De Treville-n azken hitzak")
26. "Like A Prayer"
27. "Celebration"

## Tourneeschema
| Datum             | Stad            | Land                         | Locatie                        |
| Midden-Oosten     | Midden-Oosten   | Midden-Oosten                | Midden-Oosten                  |
| ----------------- | --------------- | ---------------------------- | ------------------------------ |
| 31 mei 2012       | Tel Aviv        | Israël                       | Ramat Ganstadion               |
| 3 juni 2012       | Abu Dhabi       | Verenigde Arabische Emiraten | Yas Arena                      |
| 4 juni 2012       | Abu Dhabi       | Verenigde Arabische Emiraten | Yas Arena                      |
| Europa            |                 |                              |                                |
| 7 juni 2012       | Istanboel       | Turkije                      | Türk Telekom Arena             |
| 12 juni 2012      | Rome            | Italië                       | Stadio Olimpico                |
| 14 juni 2012      | Milaan          | Italië                       | Stadio San Siro                |
| 16 juni 2012      | Florence        | Italië                       | Stadio Artemio Franchi         |
| 20 juni 2012      | Barcelona       | Spanje                       | Palau Sant Jordi               |
| 21 juni 2012      | Barcelona       | Spanje                       | Palau Sant Jordi               |
| 24 juni 2012      | Coimbra         | Portugal                     | Estadio Cidade de Coimbra      |
| 28 juni 2012      | Berlijn         | Duitsland                    | O2 World Berlin                |
| 30 juni 2012      | Berlijn         | Duitsland                    | O2 World Berlin                |
| 2 juli 2012       | Kopenhagen      | Denemarken                   | Parken Stadium                 |
| 4 juli 2012       | Göteborg        | Zweden                       | Ullevi Stadium                 |
| 7 juli 2012       | Amsterdam       | Nederland                    | Ziggo Dome                     |
| 8 juli 2012       | Amsterdam       | Nederland                    | Ziggo Dome                     |
| 10 juli 2012      | Keulen          | Duitsland                    | Lanxess Arena                  |
| 12 juli 2012      | Brussel         | België                       | Stade Roi-Baudouin             |
| 14 juli 2012      | Parijs          | Frankrijk                    | Stade de France                |
| 17 juli 2012      | Londen          | Engeland                     | Hyde Park                      |
| 19 juli 2012      | Birmingham      | Engeland                     | National Indoor Arena          |
| 21 juli 2012      | Edinburgh       | Schotland                    | Murrayfield Stadium            |
| 24 juli 2012      | Dublin          | Ierland                      | Aviva Stadium                  |
| 26 juli 2012      | Parijs          | Frankrijk                    | L'Olympia                      |
| 29 juli 2012      | Wenen           | Oostenrijk                   | Ernst-Happel-Stadion           |
| 1 augustus 2012   | Warschau        | Polen                        | Warsaw National Stadium        |
| 4 augustus 2012   | Kiev            | Oekraïne                     | Olympic Stadium                |
| 7 augustus 2012   | Moskou          | Rusland                      | Olimpiyski Arena               |
| 9 augustus 2012   | Sint-Petersburg | Rusland                      | SKK Olimpiyski Arena           |
| 12 augustus 2012  | Helsinki        | Finland                      | Olympic Stadium                |
| 15 augustus 2012  | Oslo            | Noorwegen                    | Telenor Arena                  |
| 18 augustus 2012  | Zürich          | Zwitserland                  | Stadion Letzigrund             |
| 21 augustus 2012  | Nice            | Frankrijk                    | Stade Charles-Ehrmann          |
| Noord-Amerika     |                 |                              |                                |
| 28 augustus 2012  | Philadelphia    | Verenigde Staten             | Wells Fargo Center             |
| 30 augustus 2012  | Montreal        | Canada                       | Bell Center                    |
| 1 september 2012  | Quebec          | Canada                       | Plains of Abraham              |
| 4 september 2012  | Boston          | Verenigde Staten             | TD Garden                      |
| 6 september 2012  | New York        | Verenigde Staten             | Yankee Stadium                 |
| 8 september 2012  | New York        | Verenigde Staten             | Yankee Stadium                 |
| 10 september 2012 | Ottawa          | Canada                       | Scotiabank Place               |
| 12 september 2012 | Toronto         | Canada                       | Air Canada Centre              |
| 13 september 2012 | Toronto         | Canada                       | Air Canada Centre              |
| 15 september 2012 | Atlantic City   | Verenigde Staten             | Boardwalk Hall                 |
| 19 september 2012 | Chicago         | Verenigde Staten             | United Center                  |
| 20 september 2012 | Chicago         | Verenigde Staten             | United Center                  |
| 23 september 2012 | Washington D.C. | Verenigde Staten             | Verizon Center                 |
| 24 september 2012 | Washington D.C. | Verenigde Staten             | Verizon Center                 |
| 29 september 2012 | Vancouver       | Canada                       | Rogers Arena                   |
| 30 september 2012 | Vancouver       | Canada                       | Rogers Arena                   |
| 2 oktober 2012    | Seattle         | Verenigde Staten             | KeyArena                       |
| 3 oktober 2012    | Seattle         | Verenigde Staten             | KeyArena                       |
| 6 oktober 2012    | San Jose        | Verenigde Staten             | HP Pavilion at San Jose        |
| 7 oktober 2012    | San Jose        | Verenigde Staten             | HP Pavilion at San Jose        |
| 10 oktober 2012   | Los Angeles     | Verenigde Staten             | Staples Center                 |
| 11 oktober 2012   | Los Angeles     | Verenigde Staten             | Staples Center                 |
| 13 oktober 2012   | Las Vegas       | Verenigde Staten             | MGM Grand Garden Arena         |
| 14 oktober 2012   | Las Vegas       | Verenigde Staten             | MGM Grand Garden Arena         |
| 16 oktober 2012   | Phoenix         | Verenigde Staten             | US Airways Center              |
| 18 oktober 2012   | Denver          | Verenigde Staten             | Pepsi Center                   |
| 20 oktober 2012   | Dallas          | Verenigde Staten             | American Airlines Center       |
| 21 oktober 2012   | Dallas          | Verenigde Staten             | American Airlines Center       |
| 24 oktober 2012   | Houston         | Verenigde Staten             | Toyota Center                  |
| 25 oktober 2012   | Houston         | Verenigde Staten             | Toyota Center                  |
| 27 oktober 2012   | New Orleans     | Verenigde Staten             | New Orleans Arena              |
| 30 oktober 2012   | Kansas City     | Verenigde Staten             | Sprint Center                  |
| 1 november 2012   | St. Louis       | Verenigde Staten             | Scottrade Center               |
| 3 november 2012   | St. Paul        | Verenigde Staten             | Xcel Energy Center             |
| 4 november 2012   | St. Paul        | Verenigde Staten             | Xcel Energy Center             |
| 6 november 2012   | Pittsburgh      | Verenigde Staten             | Consol Energy Center           |
| 8 november 2012   | Detroit         | Verenigde Staten             | Joe Louis Arena                |
| 10 november 2012  | Cleveland       | Verenigde Staten             | Quicken Loans Arena            |
| 12 november 2012  | New York        | Verenigde Staten             | Madison Square Garden          |
| 13 november 2012  | New York        | Verenigde Staten             | Madison Square Garden          |
| 15 november 2012  | Charlotte       | Verenigde Staten             | Time Warner Cable Arena        |
| 17 november 2012  | Atlanta         | Verenigde Staten             | Philips Arena                  |
| 19 november 2012  | Miami           | Verenigde Staten             | American Airlines Arena        |
| 20 november 2012  | Miami           | Verenigde Staten             | American Airlines Arena        |
| 24 november 2012  | Mexico City     | Mexico                       | Foro Sol                       |
| 25 november 2012  | Mexico City     | Mexico                       | Foro Sol                       |
| Zuid-Amerika      |                 |                              |                                |
| 28 november 2012  | Medellín        | Colombia                     | Estadio Atanasio Girardot      |
| 29 november 2012  | Medellín        | Colombia                     | Estadio Atanasio Girardot      |
| 1 december 2012   | Rio de Janeiro  | Brazilië                     | Parque Olímpico Cidade do Rock |
| 4 december 2012   | Sao Paulo       | Brazilië                     | Estádio Morumbi                |
| 5 december 2012   | Sao Paulo       | Brazilië                     | Estádio Morumbi                |
| 9 december 2012   | Porto Alegre    | Brazilië                     | Estádio Olimpíco Monumental    |
| 12 december 2012  | Buenos Aires    | Argentinië                   | River Plate Stadion            |
| 13 december 2012  | Buenos Aires    | Argentinië                   | River Plate Stadion            |
| 19 december 2012  | Santiago        | Chili                        | Estadio Nacional               |
| 22 december 2012  | Córdoba         | Argentinië                   | Estadio Mario Alberto Kempes   |

Geannuleerde shows
| 11 juni 2012 | Zagreb, Kroatië | Stadion Maksimir | Geannuleerd |